# Tatce
Tatce (deutsch Tattetz, auch Tatetz, Thadetz, Thatitz, Tatsche, Tattsche) ist eine Gemeinde in Tschechien. Sie liegt vier Kilometer westlich von Pečky und gehört zum Okres Kolín.

## Geographie

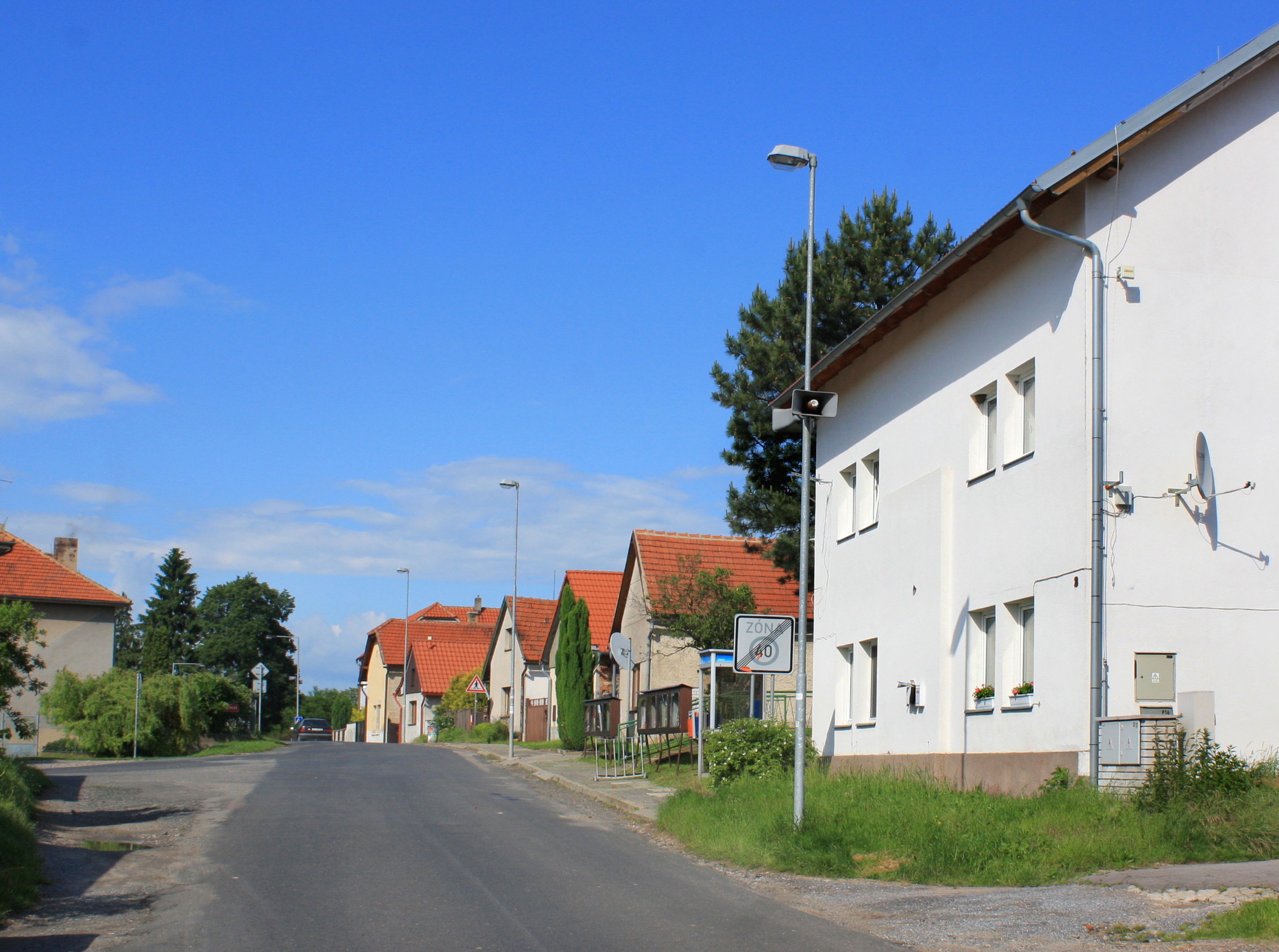
Tatce

Tatce befindet sich in der Talmulde des Milčický potok auf der Böhmischen Tafel. Nördlich des Dorfes verläuft die Eisenbahnstrecke von Prag nach Kolín, bei Milčice liegt die Bahnstation „Tatce“.
Nachbarorte sind Vycherov, Třebestovice und Kačín im Norden, Milčice und Velké Chvalovice im Nordosten, Pečky im Osten, Radim im Südosten, Chotutice und Chotouň im Süden, Skramníky im Südwesten sowie Hořany im Westen.

## Geschichte
Die erste schriftliche Erwähnung des Dorfes erfolgte im Jahre 1292. Tatce gehörte, wie das benachbarte Milčice, zu den Besitzungen des Kapitels auf dem Vyšehrad. In Tatce befand sich zu der Zeit eine Feste und ein Hof gehörte dem Kloster Sázava. Der Vyšehrader Propst Johann, ein illegitimer Sohn Ottokar II. Přemysls, verkaufte einen Grundbesitz von 180 Ackern in Kamenný Most und erwarb dafür das Dorf Vrbčany, das er an die Güter in Tatce anschloss und diese zu seinem Sitz machte. 1317 fielen Söldner des Königs Johann in Tatce ein und nahmen die Feste ein. Propst Johann II. versuchte vergeblich, zusammen mit seiner Halbschwester Elisabeth die Güter zurückzuerlangen oder dafür Geld zu erhalten. 1322 ließ der König seinen Stiefschwager verhaften, der einen Tag später nach Bayern floh, worauf Johann alle seine Güter konfiszierte. 1324 wurde Johann II. nach Verwendung des Abtes Matthias des Klosters St. Prokop begnadigt und erhielt seinen Besitz zurück.
Abt Matthias hatte das Klostergut Tatce 1321 vom König unentgeltlich überlassen bekommen, musste jedoch 1326 die Feste Tatce mit den Dörfern Vrbčany, Břežany und Tatce an den Landschreiber Stephan von Tetín verpfänden. 1356 bestätigte Karl IV. der Propstei auf dem Vyšehrad den Besitz der Feste und des Dorfes Tatce. 1421 besetzten die Prager Hussiten Tatce und übergaben die Feste und das Dorf ihrem Feldhauptmann Václav Cardov von Petrovice. 1436 verkaufte Kaiser Sigismund Tatce und Vrbčany an Jan Kralovský von Kralovice († 1454). Dessen Erben überließen den Besitz dem Jan von Vyšehořovice. Nach dessen Tode fiel Tatce an die Böhmische Krone zurück und Vladislav II. übergab die Güter 1483 an den Oberstkanzler Johann von Schellenberg und Heinrich von Kosteletz, die den Besitz teilten. Schellenberg erhielt Vrbčany und von Kosteletz die Feste und das Dorf Tatce. Schellenberg, der vor 1500 auch Tatce erworben hatte, schloss die Güter an die Herrschaft Přerov an. Sein Erbe Heinrich von Schellenberg verkaufte Přerov 1524 mit allem Zubehör gemeinschaftlich an die Prager Altstadt und die Prager Neustadt. Nach der Besitzteilung von 1527 gehörte Tatce ausschließlich der Altstadt. Wegen Beteiligung am antihabsburgischen Aufstand wurden deren Güter 1547 von Ferdinand I. beschlagnahmt und Přerov kam zu den königlichen Kammergütern. 1601 erhielt Maria Magdalena von Lobkowicz Tatce als Lehen zur Sicherung eines Darlehens, das sie der Kriegskasse gewährte. 1608 überschrieb Rudolf II. das Dorf erblich an ihren Mann, Jan Rudolf Trčka von Lípa auf Kounice. Trčka verkaufte Tatce 1616 an Karl den Älteren Záruba von Hustířan auf Radim. Bis zur Aufhebung der Patrimonialherrschaften blieb Tatce zur Herrschaft Radim zugehörig. 1778 bestand das Dorf aus 35 Häusern. 1843 lebten in den 61 Häusern von Tatce 464 Menschen.
1845 wurde nördlich des Dorfes die Kaiser Ferdinands-Nordbahn von Wien über Olmütz nach Prag fertiggestellt. Nach der Aufhebung der Patrimonialherrschaften bildete Tatyce mit der Einschicht Cihelna ab 1850 eine Gemeinde im Bezirk Kolín. 1854 hatte Tatce 468 Einwohner und 1890 bestand das Dorf aus 91 Häusern, in denen 787 Menschen lebten. 1949 kam die Gemeinde zum Okres Český Brod und 1961 zum Okres Nymburk. Am 1. Januar 2007 kam Tatce zum Okres Kolín zurück. Seit 2007 wird die Station Tatce bei Milčice von der Esko Prag mit auf der Strecke S1 Praha Masarykovo nádraží–Kolín angefahren.

## Gemeindegliederung
Für die Gemeinde Tatce sind keine Ortsteile ausgewiesen.

## Sehenswürdigkeiten
- Kapelle der Jungfrau Maria
- Winterlinde am Dorfplatz, der Baum ist seit 1978 als Baumdenkmal geschützt